# Mỏ rộng đầu xám
Mỏ rộng đầu xám (danh pháp khoa học: Smithornis sharpei) là một loài chim trong họ Mỏ rộng (Eurylaimidae), nhưng có thể sẽ được chuyển qua họ Mỏ rộng lục (Calyptomenidae), một khi họ này được công nhận.

## Các phân loài
- S. s. sharpei Alexander, 1903: Đảo Bioko (Vịnh Guinea).
- S. s. zenkeri Reichenow, 1903: Đông nam Nigeria tới bắc Gabon, tây bắc Congo và tây nam Cộng hòa Trung Phi.
- S. s. eurylaemus Neumann, 1923: Đông Cộng hòa Dân chủ Congo.